# Liga Colombiana de Fútbol Sala 2019
La Liga Nacional de Futsal 2019 fue la decimoséptima (17a.) versión de la Liga Colombiana de Fútbol Sala que inició el 24 de mayo de 2019. Cabe recordar que para este año el número de equipos se amplió a 30 equipos ya que, por parte de la Federación Colombiana de Fútbol (FCF), los equipos que participaron el año pasado en el Torneo Nacional de Futsal (2a. División) se unirían a los que jugaron la anteriormente llamada Liga Argos Futsal, acabando de paso con la Segunda División. A diferencia de la anterior Liga Argos, ya no se juegan dos torneos en el año sino uno, ya que la FCF pasa a auspiciar directamente la liga. Alianza Platanera consigue su tercer título de manera consecutiva.

## Sistema de juego
El torneo se dividió en cuatro fases:
La primera fase está conformada por cuatro grupos (A, B, C y D). Dos de ellos tienen siete equipos y los otros dos tienen ocho equipos. Se jugarán dos de todos contra todos para un total de 12 partidos para los grupos de siete equipos y 14 para los grupos de ocho equipos. Pasarán los cuatro primeros de cada grupo, para un total de 16 clasificados.
Los octavos de final se definirán según sus posiciones en la reclasificación 2019 de la siguiente manera:
- 1D vs. 4A (S1)
- 2D vs. 3A (S2)
- 3D vs. 2A (S3)
- 4D vs. 1A (S4)
- 1B vs 4C (S5)
- 2B vs. 3C (S6)
- 3B vs. 2C (S7)
- 4B vs. 1C (S8)

Los cuartos de final se jugarán de la siguiente manera:
- Ganador S1 vs Ganador S8 (C1)
- Ganador S2 vs Ganador S7 (C2)
- Ganador S3 vs Ganador S6 (C3)
- Ganador S4 vs Ganador S5 (C4)

Las semifinales se jugarán de la siguiente manera:
- Ganador C1 vs. Ganador C3
- Ganador C2 vs. Ganador C4

Los ganadores de la fase anterior jugarán la final del torneo.

## Fase de grupos
Los equipos se dividen en cuatro grupos, agrupados según su ubicación geográfica. Los equipos jugarán una fecha de todos contra todos a dos vueltas calasificando los cuatro primeros a la ronda de Octavos de final en partidos de ida y vuelta. Los ganadores pasarán a cuartos de final, disputada en la misma modalidad. Los ganadores de estas series pasan a la ronda de semifinales, también jugados a ida y vuelta y los respectivos vencedores llegan a la final, jugada de la misma forma para coronar al Campeón.
Los cuatro grupos están divididos de la siguiente manera:

### Grupo A
| Pos. | Equipos           | PJ | PG | PE | PP | GF | GC | Dif. | Pts. |
| ---- | ----------------- | -- | -- | -- | -- | -- | -- | ---- | ---- |
| 1.   | Deportivo Meta    | 12 | 9  | 2  | 1  | 65 | 34 | 31   | 29   |
| 2.   | Saeta Bogotá      | 12 | 8  | 2  | 2  | 40 | 29 | 11   | 26   |
| 3.   | Real Cundinamarca | 12 | 6  | 2  | 4  | 43 | 43 | 0    | 20   |
| 4.   | Inter Soacha      | 12 | 5  | 4  | 3  | 41 | 35 | 6    | 19   |
| 5.   | Club D'Martin     | 12 | 5  | 1  | 6  | 42 | 50 | -8   | 16   |
| 6.   | Lanús Colombia    | 12 | 2  | 1  | 9  | 39 | 62 | -23  | 7    |
| 7.   | Academia Central  | 12 | 0  | 2  | 10 | 30 | 47 | -17  | 2    |

|  |                                      |
|  | Clasificados a los cuartos de final. |
|  | Eliminados.                          |

| Club D'Martin     | 6 : 3 | Academia Central | Coliseo Cubierto de Madrid, Madrid      | 25 de marzo | 18:00 |
| Saeta Bogotá      | 3 : 3 | Inter Soacha     | Coliseo Palacio de los Deportes, Bogotá | 28 de mayo  | 20:30 |
| Real Cundinamarca | 3 : 5 | Deportivo Meta   | Coliseo XIUA, Sibaté                    | 19 de junio | 18:00 |

| Inter Soacha     | 2 : 1 | Lanús             | Coliseo León XIII, Soacha           | 31 de mayo | 16:00 |
| Academia Central | 1 : 3 | Real Cundinamarca | Coliseo Fortaleza de Piedra, Cajicá | 31 de mayo | 20:00 |
| Club D'Martin    | 3 : 5 | Saeta Bogotá      | Coliseo Cubierto de Madrid, Madrid  | 4 de junio | 20:00 |

| Saeta Bogotá   | 1 : 0 | Academia Central | Coliseo Palacio de los Deportes, Bogotá | 9 de junio  | 16:00       |
| Lanús          | 1 : 5 | Club D'Martin    | Coliseo Palacio de los Deportes, Bogotá | 9 de junio  | 18:30       |
| Deportivo Meta | :     | Inter Soacha     | por definir                             | Por definir | Por definir |

| Saeta Bogotá  | 5 : 2 | Lanús             | Coliseo Palacio de los Deportes, Bogotá | 13 de junio | 20:30 |
| Inter Soacha  | 1 : 2 | Real Cundinamarca | Coliseo León XIII, Soacha               | 14 de junio | 16:00 |
| Club D'Martin | 4 : 3 | Deportivo Meta    | Coliseo Cubierto de Madrid, Madrid      | 18 de junio | 19:00 |

| Real Cundinamarca | 5 : 3 | Club D'Martin    | Coliseo XIUA, Sibaté                    | 21 de junio | 19:00       |
| Lanús             | 5 : 4 | Academia Central | Coliseo Palacio de los Deportes, Bogotá | 22 de junio | 18:00       |
| Deportivo Meta    | :     | Saeta Bogotá     | Por definir                             | Por definir | Por definir |

### Grupo B
| Pos. | Equipos              | PJ | PG | PE | PP | GF | GC | Dif. | Pts. |
| ---- | -------------------- | -- | -- | -- | -- | -- | -- | ---- | ---- |
| 1.   | Alianza Platanera    | 12 | 10 | 2  | 0  | 61 | 19 | 42   | 32   |
| 2.   | Leones de Itagüí     | 12 | 7  | 2  | 3  | 55 | 33 | 22   | 23   |
| 3.   | Atlético Dorada      | 12 | 7  | 1  | 4  | 46 | 40 | 6    | 22   |
| 4.   | Futsal Rionegro      | 12 | 7  | 0  | 5  | 52 | 36 | 16   | 21   |
| 5.   | Bello Real Antioquia | 12 | 4  | 1  | 7  | 54 | 49 | 5    | 13   |
| 6.   | Deportivo Sanpas     | 12 | 3  | 0  | 9  | 27 | 69 | -42  | 9    |
| 7.   | Alianza Tolima       | 12 | 1  | 0  | 11 | 36 | 85 | -49  | 3    |

|  |                                      |
|  | Clasificados a los cuartos de final. |
|  | Eliminados.                          |

| Alianza Platanera    | 7 : 2 | Deportivo Sanpas | Tulio Ospina, Bello | 28 de mayo  | 19:45       |
| Rionegro Futsal      | 5 : 1 | Alianza Tolima   | El Cielo, Rionegro  | 29 de mayo  | 19:00       |
| Bello Real Antioquia | :     | Atlético Dorada  | Tulio Ospina, Bello | Por definir | Por definir |

| Atlético Dorada  | 2 : 4 | Alianza Platanera    | Ventura Castillo, La Dorada | 1 de junio  | 19:00       |
| Leones de Itagüí | 2 : 7 | Rionegro Futsal      | El Cubo, Itagüí             | 4 de junio  | 19:30       |
| Alianza Tolima   | :     | Bello Real Antioquia | Colegio San Simón, Ibagué   | Por definir | Por definir |

| Alianza Platanera    | 7 : 0 | Alianza Tolima   | Tulio Ospina, Bello | 7 de junio  | 19:00 |
| Deportivo Sanpas     | 1 : 3 | Atlético Dorada  | San Antonio Tunja   | 8 de junio  | 19:00 |
| Bello Real Antioquia | 1 : 4 | Leones de Itagüí | Tulio Ospina, Bello | 11 de junio | 20:00 |

| Leones de Itagüí | 0 : 3 | Alianza Platanera    | El Cubo, Itagüí    | 14 de junio | 19:00 |
| Alianza Tolima   | 2 : 3 | Deportivo Sanpas     | ICDER              | 15 de junio | 19:00 |
| Rionegro Futsal  | 6 : 2 | Bello Real Antioquia | El Cielo, Rionegro | 15 de junio | 19:30 |

| Alianza Platanera | 5 : 1 | Rionegro Futsal  | Tulio Ospina, Bello         | 20 de junio | 19:00 |
| Atlético Dorada   | 6 : 2 | Alianza Tolima   | Ventura Castillo, La Dorada | 22 de junio | 19:30 |
| Deportivo Sanpas  | 1 : 6 | Leones de Itagüí | San Antonio, Tunja          | 24 de junio | 14:00 |

### Grupo C
| Pos. | Equipos                    | PJ | PG | PE | PP | GF | GC | Dif. | Pts. |
| ---- | -------------------------- | -- | -- | -- | -- | -- | -- | ---- | ---- |
| 1.   | Real Bucaramanga           | 1  | 1  | 0  | 0  | 6  | 2  | 4    | 3    |
| 2.   | Barranquilleros FC         | 1  | 1  | 0  | 0  | 4  | 0  | 4    | 3    |
| 3.   | Inter Cartagena            | 1  | 1  | 0  | 0  | 4  | 2  | 2    | 3    |
| 4.   | Cúcuta Niza                | 1  | 0  | 0  | 1  | 2  | 4  | -2   | 0    |
| 5.   | Santa Marta Futsal         | 1  | 0  | 0  | 1  | 2  | 6  | -4   | 0    |
| 6.   | Atlético Santander         | 1  | 0  | 0  | 1  | 0  | 4  | -4   | 0    |
| 7.   | Independiente Barranquilla | 0  | 0  | 0  | 0  | 0  | 0  | 0    | 0    |
| 8.   | Gremio Samario             | 0  | 0  | 0  | 0  | 0  | 0  | 0    | 0    |

|  |                                      |
|  | Clasificados a los cuartos de final. |
|  | Eliminados.                          |

|  |  |  |  |  |  |
|  |  |  |  |  |  |
|  |  |  |  |  |  |

|  |  |  |  |  |  |
|  |  |  |  |  |  |
|  |  |  |  |  |  |

|  |  |  |  |  |  |
|  |  |  |  |  |  |
|  |  |  |  |  |  |

|  |  |  |  |  |  |
|  |  |  |  |  |  |
|  |  |  |  |  |  |

|  |  |  |  |  |  |
|  |  |  |  |  |  |
|  |  |  |  |  |  |

### Grupo D
| Pos. | Equipos                  | PJ | PG | PE | PP | GF | GC | Dif. | Pts. |
| ---- | ------------------------ | -- | -- | -- | -- | -- | -- | ---- | ---- |
| 1.   | Utrahuilca               | 1  | 1  | 0  | 0  | 5  | 1  | 4    | 3    |
| 2.   | Deportivo Lyon           | 1  | 1  | 0  | 0  | 5  | 2  | 3    | 3    |
| 3.   | Atlético Cauca           | 1  | 1  | 0  | 0  | 4  | 1  | 3    | 3    |
| 4.   | ICSIN Futsal             | 1  | 0  | 0  | 1  | 2  | 5  | -3   | 0    |
| 5.   | Universitario Futsal     | 1  | 0  | 0  | 1  | 1  | 4  | -3   | 0    |
| 6.   | Tigres del Quindío       | 1  | 0  | 0  | 1  | 1  | 5  | -4   | 0    |
| 7.   | Leones de Nariño         | 0  | 0  | 0  | 0  | 0  | 0  | 0    | 0    |
| 8.   | Universidad de Manizales | 0  | 0  | 0  | 0  | 0  | 0  | 0    | 0    |

|  |                                      |
|  | Clasificados a los cuartos de final. |
|  | Eliminados.                          |

|  |  |  |  |  |  |
|  |  |  |  |  |  |
|  |  |  |  |  |  |

|  |  |  |  |  |  |
|  |  |  |  |  |  |
|  |  |  |  |  |  |

|  |  |  |  |  |  |
|  |  |  |  |  |  |
|  |  |  |  |  |  |

|  |  |  |  |  |  |
|  |  |  |  |  |  |
|  |  |  |  |  |  |

|  |  |  |  |  |  |
|  |  |  |  |  |  |
|  |  |  |  |  |  |